# John Kane (pittore)
John Kane (West Calder, 19 agosto 1860 – Pittsburgh, 10 agosto 1934) è stato un pittore statunitense.
Autodidatta stabilitosi nel 1879 a Pittsburgh, emerse come uno dei più validi esponenti dell'arte naïf. È particolarmente celebre un suo Autoritratto del 1929.